# 2011-es Firestone Twin 275s
A 2011-es Twin 275s volt a 2011-es Izod IndyCar Series szezon ötödik futama, melyet két részre bontva rendeztek meg 2011. június 11-én a Texasban található 1.5 mérföldes oválpályán. Az első verseny rajtsorrendjét hagyományos kvalifikációval döntik el, de a második verseny sorrendjét viszont sorsolás dönti el. A versenyt a Versus közvetítette.

## Nevezési lista
| Csapat                       | Első pilóta | Első pilóta         | Második pilóta | Második pilóta    | Harmadik pilóta | Harmadik pilóta | Negyedik pilóta | Negyedik pilóta  |
| ---------------------------- | ----------- | ------------------- | -------------- | ----------------- | --------------- | --------------- | --------------- | ---------------- |
| Newman/Haas Racing           | 2           | Oriol Servià        | 06             | James Hinchcliffe |                 |                 |                 |                  |
| Team Penske                  | 3           | Hélio Castroneves   | 6              | Ryan Briscoe      | 12              | Will Power      |                 |                  |
| Panther Racing               | 4           | J. R. Hildebrand    |                |                   |                 |                 |                 |                  |
| KV Racing Technology - Lotus | 5           | Szató Takuma        | 59             | E. J. Viso        | 82              | Tony Kanaan     |                 |                  |
| Andretti Autosport           | 7           | Danica Patrick      | 26             | Marco Andretti    | 27              | Mike Conway     | 28              | Ryan Hunter-Reay |
| Dragon Racing                | 8           | Paul Tracy          |                |                   |                 |                 |                 |                  |
| Target Chip Ganassi Racing   | 9           | Scott Dixon         | 10             | Dario Franchitti  | 38              | Graham Rahal    | 83              | Charlie Kimball  |
| Dreyer & Reinbold Racing     | 11          | Davey Hamilton      | 22             | Justin Wilson     | 24              | Ana Beatriz     |                 |                  |
| A.J. Foyt Enterprises        | 14          | Vitor Meira         |                |                   |                 |                 |                 |                  |
| Dale Coyne Racing            | 18          | James Jakes         | 19             | Alex Lloyd        |                 |                 |                 |                  |
| Conquest Racing              | 34          | Sebastian Saavedra  |                |                   |                 |                 |                 |                  |
| Sarah Fisher Racing          | 67          | Ed Carpenter        |                |                   |                 |                 |                 |                  |
| Sam Schmidt Motorsports      | 77          | Alex Tagliani       | 88             | Jay Howard        | 99              | Wade Cunningham |                 |                  |
| HVM Racing                   | 78          | Simona de Silvestro |                |                   |                 |                 |                 |                  |

## Eredmények

### Időmérő
| Pozíció               | #  | Pilóta              | Csapat                       | Első kör | Második kör | Összesen   | Átl. seb. (MPH) |
| --------------------- | -- | ------------------- | ---------------------------- | -------- | ----------- | ---------- | --------------- |
| 1.                    | 77 | Alex Tagliani       | Sam Schmidt Motorsports      | 24.3530  | 24.3304     | 00:48.6834 | 215.186         |
| 2.                    | 10 | Dario Franchitti    | Chip Ganassi Racing          | 24.3941  | 24.3767     | 00:48.7708 | 214.801         |
| 3.                    | 12 | Will Power          | Team Penske                  | 24.3788  | 24.4113     | 00:48.7901 | 214.716         |
| 4.                    | 5  | Szató Takuma        | KV Racing Technology - Lotus | 24.4196  | 24.4265     | 00:48.8461 | 214.470         |
| 5.                    | 67 | Ed Carpenter        | Sarah Fisher Racing          | 24.4565  | 24.4116     | 00:48.8681 | 214.373         |
| 6.                    | 82 | Tony Kanaan         | KV Racing Technology - Lotus | 24.4203  | 24.4754     | 00:48.8957 | 214.252         |
| 7.                    | 9  | Scott Dixon         | Chip Ganassi Racing          | 24.4852  | 24.4632     | 00:48.9484 | 214.021         |
| 8.                    | 99 | Wade Cunningham     | Sam Schmidt Motorsports      | 24.4686  | 24.4818     | 00:48.9504 | 214.403         |
| 9.                    | 6  | Ryan Briscoe        | Team Penske                  | 24.4829  | 24.4953     | 00:48.9782 | 213.891         |
| 10.                   | 7  | Danica Patrick      | Andretti Autosport           | 24.5077  | 24.4800     | 00:48.9877 | 213.850         |
| 11.                   | 4  | J. R. Hildebrand    | Panther Racing               | 24.5249  | 24.5527     | 00:49.0776 | 213.458         |
| 12.                   | 14 | Vitor Meira         | A. J. Foyt Enterprises       | 24.5183  | 24.5660     | 00:49.0843 | 213.429         |
| 13.                   | 3  | Hélio Castroneves   | Team Penske                  | 24.5566  | 24.5730     | 00:49.1296 | 213.232         |
| 14.                   | 2  | Oriol Servià        | Newman/Haas Racing           | 24.6079  | 24.5698     | 00:49.1777 | 213.023         |
| 15.                   | 06 | James Hinchcliffe   | Newman/Haas Racing           | 24.5673  | 24.6228     | 00:49.1901 | 212.970         |
| 16.                   | 28 | Ryan Hunter-Reay    | Andretti Autosport           | 24.5964  | 24.6010     | 00:49.1974 | 212.938         |
| 17.                   | 83 | Charlie Kimball     | Chip Ganassi Racing          | 24.6140  | 24.6161     | 00:49.2301 | 212.797         |
| 18.                   | 11 | Davey Hamilton      | Dreyer & Reinbold Racing     | 24.6273  | 24.6587     | 00:49.2860 | 212.555         |
| 19.                   | 59 | E. J. Viso          | KV Racing Technology - Lotus | 24.6509  | 24.6493     | 00:49.3002 | 212.494         |
| 20.                   | 38 | Graham Rahal        | Chip Ganassi Racing          | 24.6595  | 24.6616     | 00:49.3211 | 212.404         |
| 21.                   | 8  | Paul Tracy          | Dragon Racing                | 24.6621  | 24.6820     | 00:49.3441 | 212.305         |
| 22.                   | 27 | Mike Conway         | Andretti Autosport           | 24.6814  | 24.6732     | 00:49.3546 | 212.260         |
| 23.                   | 26 | Marco Andretti      | Andretti Autosport           | 24.7036  | 24.6595     | 00:49.3631 | 212.223         |
| 24.                   | 24 | Ana Beatriz         | Dreyer & Reinbold Racing     | 24.6955  | 24.6682     | 00:49.3637 | 212.221         |
| 25.                   | 19 | Alex Lloyd          | Dale Coyne Racing            | 24.7081  | 24.6859     | 00:49.3940 | 212.091         |
| 26.                   | 34 | Sebastian Saavedra  | Conquest Racing              | 24.6890  | 24.7185     | 00:49.4075 | 212.033         |
| 27.                   | 22 | Justin Wilson       | Dreyer & Reinbold Racing     | 24.7514  | 24.7193     | 00:49.4707 | 211.762         |
| 28.                   | 88 | Jay Howard          | Sam Schmidt Motorsports      | 24.7380  | 24.7492     | 00:49.4872 | 211.691         |
| 29.                   | 78 | Simona de Silvestro | HVM Racing                   | 24.8638  | 24.8197     | 00:49.6835 | 210.855         |
| 30.                   | 18 | James Jakes         | Dale Coyne Racing            |          |             | Nincs idő  |                 |
| HIVATALOS VÉGEREDMÉNY |    |                     |                              |          |             |            |                 |

## Első verseny rajtfelállás
| 1                     | 77 | Alex Tagliani       | 10 | Dario Franchitti   |
| 2                     | 12 | Will Power          | 5  | Szató Takuma       |
| 3                     | 67 | Ed Carpenter        | 82 | Tony Kanaan        |
| 4                     | 9  | Scott Dixon         | 99 | Wade Cunningham    |
| 5                     | 6  | Ryan Briscoe        | 7  | Danica Patrick     |
| 6                     | 4  | J. R. Hildebrand    | 14 | Vitor Meira        |
| 7                     | 3  | Hélio Castroneves   | 2  | Oriol Servià       |
| 8                     | 06 | James Hinchcliffe   | 28 | Ryan Hunter-Reay   |
| 9                     | 83 | Charlie Kimball     | 11 | Davey Hamilton     |
| 10                    | 59 | E. J. Viso          | 38 | Graham Rahal       |
| 11                    | 8  | Paul Tracy          | 27 | Mike Conway        |
| 12                    | 26 | Marco Andretti      | 24 | Ana Beatriz        |
| 13                    | 19 | Alex Lloyd          | 34 | Sebastian Saavedra |
| 14                    | 22 | Justin Wilson       | 88 | Jay Howard         |
| 15                    | 78 | Simona de Silvestro | 18 | James Jakes        |
| HIVATALOS VÉGEREDMÉNY |    |                     |    |                    |

### Első verseny
| Pozíció               | #  | Pilóta              | Csapat                       | Futott kör | Idő/Kiesés oka        | Rajthely | Élen töltött körök száma | Pont |
| --------------------- | -- | ------------------- | ---------------------------- | ---------- | --------------------- | -------- | ------------------------ | ---- |
| 1.                    | 10 | Dario Franchitti    | Chip Ganassi Racing          | 114        | 00:54:47.2787         | 2        | 110                      | 27   |
| 2.                    | 9  | Scott Dixon         | Chip Ganassi Racing          | 114        | +0.0527               | 7        | 0                        | 20   |
| 3.                    | 12 | Will Power          | Team Penske                  | 114        | +0.2066               | 3        | 0                        | 18   |
| 4.                    | 77 | Alex Tagliani       | Sam Schmidt Motorsports      | 114        | +0.4109               | 1        | 0                        | 17   |
| 5.                    | 5  | Szató Takuma        | KV Racing Technology - Lotus | 114        | +1.4174               | 4        | 0                        | 15   |
| 6.                    | 6  | Ryan Briscoe        | Team Penske                  | 114        | +1.4337               | 9        | 0                        | 14   |
| 7.                    | 59 | E. J. Viso          | KV Racing Technology - Lotus | 114        | +2.1127               | 19       | 0                        | 13   |
| 8.                    | 14 | Vitor Meira         | A. J. Foyt Enterprises       | 114        | +2.5355               | 12       | 0                        | 12   |
| 9.                    | 38 | Graham Rahal        | Chip Ganassi Racing          | 114        | +2.8146               | 20       | 0                        | 11   |
| 10.                   | 3  | Hélio Castroneves   | Team Penske                  | 114        | +4.3388               | 3        | 0                        | 10   |
| 11.                   | 82 | Tony Kanaan         | KV Racing Technology - Lotus | 114        | +4.7842               | 6        | 0                        | 9    |
| 12.                   | 8  | Paul Tracy          | Dragon Racing                | 114        | +7.0114               | 21       | 0                        | 9    |
| 13.                   | 26 | Marco Andretti      | Andretti Autosport           | 113        | +1 Kör                | 23       | 0                        | 8    |
| 14.                   | 19 | Alex Lloyd          | Dale Coyne Racing            | 113        | +1 Kör                | 25       | 0                        | 8    |
| 15.                   | 88 | Jay Howard          | Sam Schmidt Motorsports      | 113        | +1 Kör                | 28       | 0                        | 7    |
| 16.                   | 7  | Danica Patrick      | Andretti Autosport           | 113        | +1 Kör                | 10       | 0                        | 7    |
| 17.                   | 22 | Justin Wilson       | Dreyer & Reinbold Racing     | 113        | +1 kör                | 27       | 0                        | 6    |
| 18.                   | 67 | Ed Carpenter        | Sarah Fisher Racing          | 113        | +1 Kör                | 5        | 0                        | 6    |
| 19.                   | 28 | Ryan Hunter-Reay    | Andretti Autosport           | 113        | +1 Kör                | 16       | 0                        | 6    |
| 20.                   | 06 | James Hinchcliffe   | Newman/Haas Racing           | 113        | +1 Kör                | 15       | 0                        | 6    |
| 21.                   | 2  | Oriol Servià        | Newman/Haas Racing           | 112        | +2 Kör                | 14       | 0                        | 6    |
| 22.                   | 24 | Ana Beatriz         | Dreyer & Reinbold Racing     | 112        | +2 Kör                | 24       | 0                        | 6    |
| 23.                   | 4  | J. R. Hildebrand    | Panther Racing               | 112        | +2 Kör                | 11       | 0                        | 6    |
| 24.                   | 27 | Mike Conway         | Andretti Autosport           | 112        | +2 Kör                | 22       | 0                        | 6    |
| 25.                   | 18 | James Jakes         | Dale Coyne Racing            | 112        | +2 Kör                | 30       | 0                        | 5    |
| 26.                   | 78 | Simona de Silvestro | HVM Racing                   | 111        | +3 Kör                | 29       | 0                        | 5    |
| 27.                   | 11 | Davey Hamilton      | Dreyer & Reinbold Racing     | 109        | +5 Kör                | 18       | 0                        | 5    |
| 28.                   | 34 | Sebastian Saavedra  | Conquest Racing              | 97         | +17 Kör               | 26       | 0                        | 5    |
| 29.                   | 99 | Wade Cunningham     | Sam Schmidt Motorsports      | 92         | Baleset Kimball-al    | 8        | 0                        | 5    |
| 30.                   | 83 | Charlie Kimball     | Chip Ganassi Racing          | 91         | Baleset Cunningham-el | 17       | 0                        | 5    |
| HIVATALOS VÉGEREDMÉNY |    |                     |                              |            |                       |          |                          |      |

### Első verseny statisztikák
A verseny alatt 7-szer változott az élen álló személye 5 versenyző között.
| Változás az élen | Változás az élen  |
| Kör              | Élen              |
| ---------------- | ----------------- |
| 1                | Dario Franchitti  |
| 2                | Alex Tagliani     |
| 3                | Dario Franchitti  |
| 51               | Scott Dixon       |
| 52               | Hélio Castroneves |
| 53               | Vitor Meira       |
| 54               | Dario Franchitti  |

| Élen töltött körök száma | Élen töltött körök száma                                   |
| Körök                    | Versenyző                                                  |
| ------------------------ | ---------------------------------------------------------- |
| 110                      | Dario Franchitti                                           |
| 1                        | Alex Tagliani, Hélio Castroneves, Scott Dixon, Vitor Meira |

| Sárga zászlós szakasz(ok): 1 alkalommal 10 körön át | Sárga zászlós szakasz(ok): 1 alkalommal 10 körön át |
| Körök                                               | Ok                                                  |
| --------------------------------------------------- | --------------------------------------------------- |
| 94-103                                              | #83-as és #99-es autó balesete                      |

## Második verseny rajtfelállás
| Rajtsor | Belső ív | Belső ív           | Külső ív | Külső ív            |
| ------- | -------- | ------------------ | -------- | ------------------- |
| 1       | 82       | Tony Kanaan        | 99       | Wade Cunningham     |
| 2       | 12       | Will Power         | 38       | Graham Rahal        |
| 3       | 28       | Ryan Hunter-Reay   | 3        | Hélio Castroneves   |
| 4       | 14       | Vitor Meira        | 83       | Charlie Kimball     |
| 5       | 06       | James Hinchcliffe  | 67       | Ed Carpenter        |
| 6       | 34       | Sebastian Saavedra | 6        | Ryan Briscoe        |
| 7       | 88       | Jay Howard         | 8        | Paul Tracy          |
| 8       | 24       | Ana Beatriz        | 77       | Alex Tagliani       |
| 9       | 2        | Oriol Servià       | 9        | Scott Dixon         |
| 10      | 19       | Alex Lloyd         | 7        | Danica Patrick      |
| 11      | 4        | J. R. Hildebrand   | 78       | Simona de Silvestro |
| 12      | 18       | James Jakes        | 11       | Davey Hamilton      |
| 13      | 5        | Szató Takuma       | 27       | Mike Conway         |
| 14      | 26       | Marco Andretti     | 10       | Dario Franchitti    |
| 15      | 59       | E. J. Viso         | 22       | Justin Wilson       |

### Második verseny
| Pozíció               | #  | Pilóta              | Csapat                       | Futott kör | Idő/Kiesés oka | Rajthely | Élen töltött körök száma | Pont |
| --------------------- | -- | ------------------- | ---------------------------- | ---------- | -------------- | -------- | ------------------------ | ---- |
| 1.                    | 12 | Will Power          | Team Penske                  | 114        | 00:48:08.9739  | 3        | 68                       | 27   |
| 2.                    | 9  | Scott Dixon         | Chip Ganassi Racing          | 114        | +0.9466        | 18       | 1                        | 20   |
| 3.                    | 6  | Ryan Briscoe        | Team Penske                  | 114        | +4.6524        | 12       | 0                        | 18   |
| 4.                    | 3  | Hélio Castroneves   | Team Penske                  | 114        | +9.5738        | 6        | 1                        | 16   |
| 5.                    | 82 | Tony Kanaan         | KV Racing Technology - Lotus | 114        | +14.3723       | 1        | 0                        | 15   |
| 6.                    | 26 | Marco Andretti      | Andretti Autosport           | 114        | +16.9488       | 27       | 0                        | 14   |
| 7.                    | 10 | Dario Franchitti    | Chip Ganassi Racing          | 114        | +18.4374       | 28       | 0                        | 13   |
| 8.                    | 7  | Danica Patrick      | Andretti Autosport           | 114        | +18.5558       | 28       | 0                        | 12   |
| 9.                    | 28 | Ryan Hunter-Reay    | Andretti Autosport           | 114        | +21.7976       | 5        | 0                        | 11   |
| 10.                   | 59 | E. J. Viso          | KV Racing Technology - Lotus | 114        | +24.0923       | 29       | 2                        | 10   |
| 11.                   | 14 | Vitor Meira         | A. J. Foyt Enterprises       | 114        | +24.6397       | 7        | 0                        | 9    |
| 12.                   | 5  | Szató Takuma        | KV Racing Technology - Lotus | 113        | +1 Kör         | 25       | 0                        | 9    |
| 13.                   | 8  | Paul Tracy          | Dragon Racing                | 113        | +1 Kör         | 14       | 0                        | 8    |
| 14.                   | 77 | Alex Tagliani       | Sam Schmidt Motorsports      | 113        | +1 Kör         | 16       | 0                        | 8    |
| 15.                   | 2  | Oriol Servià        | Newman/Haas Racing           | 113        | +1 Kör         | 17       | 0                        | 7    |
| 16.                   | 67 | Ed Carpenter        | Sarah Fisher Racing          | 113        | +1 Kör         | 10       | 0                        | 7    |
| 17.                   | 27 | Mike Conway         | Andretti Autosport           | 113        | +1 kör         | 26       | 0                        | 6    |
| 18.                   | 4  | J. R. Hildebrand    | Panther Racing               | 113        | +1 Kör         | 21       | 0                        | 6    |
| 19.                   | 06 | James Hinchcliffe   | Newman/Haas Racing           | 113        | +1 Kör         | 9        | 0                        | 6    |
| 20.                   | 88 | Jay Howard          | Sam Schmidt Motorsports      | 113        | +1 Kör         | 13       | 0                        | 6    |
| 21.                   | 22 | Justin Wilson       | Dreyer & Reinbold Racing     | 113        | +1 Kör         | 30       | 0                        | 6    |
| 22.                   | 24 | Ana Beatriz         | Dreyer & Reinbold Racing     | 112        | +2 Kör         | 24       | 0                        | 6    |
| 23.                   | 83 | Charlie Kimball     | Chip Ganassi Racing          | 112        | +2 Kör         | 8        | 0                        | 6    |
| 24.                   | 19 | Alex Lloyd          | Dale Coyne Racing            | 112        | +2 Kör         | 19       | 0                        | 6    |
| 25.                   | 11 | Davey Hamilton      | Dreyer & Reinbold Racing     | 112        | +2 Kör         | 24       | 0                        | 5    |
| 26.                   | 99 | Wade Cunningham     | Sam Schmidt Motorsports      | 112        | +2 Kör         | 2        | 0                        | 5    |
| 27.                   | 78 | Simona de Silvestro | HVM Racing                   | 111        | +3 Kör         | 22       | 0                        | 5    |
| 28.                   | 18 | James Jakes         | Dale Coyne Racing            | 111        | +3 Kör         | 23       | 0                        | 5    |
| 29.                   | 34 | Sebastian Saavedra  | Conquest Racing              | 111        | +3 Kör         | 11       | 0                        | 5    |
| 30.                   | 38 | Graham Rahal        | Chip Ganassi Racing          | 104        | +10 Kör        | 4        | 0                        | 5    |
| HIVATALOS VÉGEREDMÉNY |    |                     |                              |            |                |          |                          |      |

### Második verseny statisztikák
A verseny alatt 8-szor változott az élen álló személye 6 versenyző között.
| Változás az élen | Változás az élen  |
| Kör              | Élen              |
| ---------------- | ----------------- |
| 39               | Will Power        |
| 51               | Tony Kanaan       |
| 52               | Hélio Castroneves |
| 53               | E. J. Viso        |
| 55               | Will Power        |
| 105              | Scott Dixon       |
| 106              | Ryan Briscoe      |
| 109              | Will Power        |

| Élen töltött körök száma | Élen töltött körök száma       |
| Körök                    | Versenyző                      |
| ------------------------ | ------------------------------ |
| 68                       | Will Power                     |
| 39                       | Tony Kanaan                    |
| 3                        | Ryan Briscoe                   |
| 2                        | E. J. Viso                     |
| 1                        | Hélio Castroneves, Scott Dixon |

| Sárga zászlók: Nem volt sárga zászlós szakasz a verseny során | Sárga zászlók: Nem volt sárga zászlós szakasz a verseny során |
| ------------------------------------------------------------- | ------------------------------------------------------------- |

## Bajnokság állása a verseny után
Pilóták bajnoki állása
| Pozíció | Pilóta           | Pontok |
| ------- | ---------------- | ------ |
| 1       | Will Power       | 239    |
| 2       | Dario Franchitti | 218    |
| 3       | Scott Dixon      | 169    |
| 4       | Oriol Servià     | 163    |
| 5       | Tony Kanaan      | 159    |